# René Blondet
Vous venez d’apposer le modèle de débat d'admissibilité.
Avant toute chose, veuillez créer la page de débat correspondante en cliquant ici.
- Une fois la page de vote initialisée, rafraîchissez cette page, et le bandeau prendra son aspect définitif.
- Si votre débat d'admissibilité est groupé (le motif et l’argumentation doivent être les mêmes), modifiez cette page pour ajouter au modèle le paramètre « cat » suivi du nom de la page de discussion de l’article pour lequel la page de débat existe déjà (ex. : cat=Discussion:Nom_de_l'autre_article). Ensuite, suivez les nouvelles instructions qui apparaissent.
- Vous pouvez également utiliser le paramètre « type » pour faciliter l’accès aux critères d’admissibilité. Exemple : {{suppression|type=mot-clé}}. Liste des mots-clés existants : fiction, musique, art visuel, fanzine, jeu de société, porno, sportif, association, enseignement, société, site web, route, nombre, (Liste complète ici).

| 1. | Créez la page de débat d'admissibilité.                                                                      | Sauvegardez d’abord la page pour l’initialiser puis indiquez votre motivation.      |
| 2. | Important : ajoutez une entrée dans la section Débat d'admissibilité du jour.                                | Utilisez ce texte : *{{L\|René Blondet}}                                            |
| 3. | Pensez à informer les contributeurs principaux de la page et les projets associés lorsque cela est possible. | Utilisez ce texte : {{subst:Avertissement débat d'admissibilité\|René Blondet}}~~~~ |

 René Blondet , né à Reims le 2 novembre 1912 et mort dans cette même ville le 14 février 1991, est un entrepreneur dans le BTP à Reims. Il fut également très investi dans la vie sociale et syndicale de la fédération du bâtiment.

## Biographie
René Gaston Antoine Blondet est né à Reims, le 2 novembre 1912. Il est le fils Gaston Blondet (1883- 1956) Entrepreneur en bâtiment et de Andrée Camille Dubois (1883- 1922). Il épousa à Reims, en 1936, Nicole Marthe Marguerite Marie Andrée Chatin de Chastaing.
Il fut président-directeur général de l’entreprise de travaux publics Blondet. 
Il est décédé à Reims, le 9 février 1991 et est inhumé au Cimetière du Sud de Reims.

## Engagements publics
- Président de la fédération régionale du bâtiment. Dans ce poste, la fédération, avec la Société des amis de la cathédrale, offre dans le cadre du mécénat des bâtisseurs les vitraux de Marc Chagall pour Notre-Dame de Reims[1].
- Vice-président de la fédération nationale du bâtiment de 1965 à 1972,
- Membre du comité directeur du CNPF,
- Président de la chambre de commerce et d’industrie de Reims et d’Épernay de 1961 à 1968.

## Distinctions et hommages

### Décorations
- Commandeur de l’ordre national du Mérite
- Chevalier de la Légion d'honneur

### Postérité
Une rue de Reims porte son nom.

## Réalisation de l’entreprise Dubois-Blondet
- Église Saint-Benoît de Reims[3].